# Softwarová licence

Některé kategorie softwaru z pohledu ceny pořízení a licence

Softwarová licence je v informatice právní nástroj, který umožňuje používat nebo redistribuovat software, který je chráněn zákonem. V České republice se jedná o autorský zákon číslo 121/2000 Sb.

## Charakteristika
Softwarové licence jsou obvykle velmi komplikované, takže jejich tvorbu přenechávají autoři software právníkům. Některé licence jsou předem vytvářeny tak, aby je mohli autoři snadno použít. Volbu licence provádí obvykle autor software, někdy k ní doplňuje vlastní dodatky, případně používá více licencí, přičemž volba vhodné licence je ponechána na uživateli. Často se používá licence ve formě EULA. Autor může licenci měnit. V případě kolektivního díla se obvykle vyžaduje souhlas všech autorů, a proto se často autoři záměrně vzdávají autorství ve prospěch třetí strany, která pak stanovuje licenci.

## Příklady licencí
- BSD licence
- GNU General Public License (GNU GPL)
- GNU Lesser General Public License (GNU LGPL)
- MIT Licence
- Mozilla Public License
- Apache License
- Artistic License

## Licence využívané hlavně určitým výrobcem
- Netscape Public License
- Sun Community Source License
- Sun Public License
- Public Documentation License
- PHP License

## Přísně vzato nejde o licence
- Otevřený software – software poskytované s licencí, která umožňuje získat jeho zdrojový kód
- End User License Agreement (EULA) – akt uzavření smlouvy s koncovým uživatelem
- Volné dílo – dílo, jehož majetková autorská práva nejsou chráněna, může být volně využíváno za dodržení určitých podmínek

## Některé způsoby distribuce
- Adware – programy, které mají integrovanou reklamu
- Cardware – autor žádá uživatele o zaslání pohlednice
- Donationware – autor žádá uživatele o příspěvek na své konto nebo na dobročinné účely
- Demo – funkčně nebo časově omezená verze komerčního software, která se šíří zdarma
- Freeware – software, jehož užívání je naprosto zdarma
- Shareware – software, který lze volně distribuovat a zdarma vyzkoušet, pro další používání je třeba zaplatit
- Abandonware či orphanware – program, který již není výrobcem prodáván ani podporován, leč je tolerováno jeho šíření neoficiálními kanály